# حوزه انتخابیه هفدهم نیویورک
حوزه انتخابیه هفدهم نیویورک یک حوزه انتخابیه مجلس نمایندگان آمریکا است که در ایالت نیویورک قرار دارد.